# Bill D. Burlison

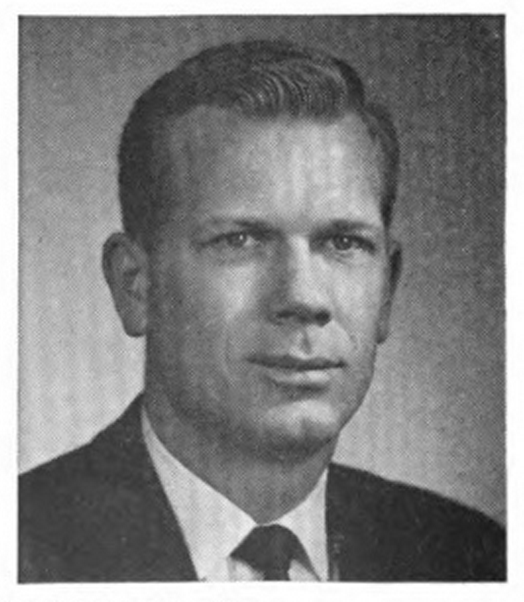
Bill D. Burlison (um 1969)

Bill D. Burlison (* 15. März 1931 in Wardell, Pemiscot County, Missouri; † 17. März 2019) war ein US-amerikanischer Politiker (Demokraten). Zwischen 1969 und 1981 vertrat er den Bundesstaat Missouri im US-Repräsentantenhaus.

## Werdegang
Bill Burlison studierte bis 1959 zwei Mal an der Southeast Missouri State University sowie dazwischen bis 1956 an der University of Missouri. Nach seiner Zulassung als Rechtsanwalt im Jahr 1959 begann er als Jurist zu arbeiten. In dieser Eigenschaft war er befugt, als Anwalt vor dem Obersten Bundesgericht der Vereinigten Staaten, dem Militärberufungsgerichtshof, allen Bundesbezirksgerichten und den Gerichten in Missouri aufzutreten. Zwischenzeitlich war Burlison Vorsitzender der Vereinigung der Staatsanwälte von Missouri. In den Jahren 1960 bis 1962 war er stellvertretender Attorney General seines Staates. Danach absolvierte er drei Amtszeiten als Staatsanwalt im Cape Girardeau County. Außerdem war er juristischer Berater für Militärgerichtsverfahren bei der 2. Division des United States Marine Corps. Darüber hinaus lehrte er am Southeast Missouri State College Jura.
Politisch schloss sich Burlison der Demokratischen Partei an. Im Jahr 1964 war er Delegierter zur Democratic National Convention in Atlantic City, auf der Präsident Lyndon B. Johnson zur Wiederwahl nominiert wurde. Bei den Kongresswahlen des Jahres 1968 wurde Burlison im zehnten Wahlbezirk von Missouri in das US-Repräsentantenhaus in Washington, D.C. gewählt, wo er am 3. Januar 1969 die Nachfolge von Paul C. Jones antrat. Nach fünf Wiederwahlen konnte er bis zum 3. Januar 1981 sechs Legislaturperioden im Kongress verbringen. In dieser Zeit endete der Vietnamkrieg. Im Jahr 1974 wurde das politische Amerika von der Watergate-Affäre erschüttert. Während Burlisons Zeit als Kongressabgeordneter wurde im Jahr 1971 der 26. Verfassungszusatz ratifiziert, durch den das Wahlalter auf 18 Jahre gesenkt wurde.
Im Jahr 1980 unterlag Bill Burlison dem Republikaner Bill Emerson. Nach seinem Ausscheiden aus dem US-Repräsentantenhaus praktizierte er wieder als Anwalt. Er zog nach Maryland, wo er in den Jahren 1986 und 1990 erfolglos für das dortige Abgeordnetenhaus kandidierte. 1998 wurde er in den Kreisrat des Anne Arundel County gewählt, wo er bis 2007 zwei Legislaturperioden absolvierte. Danach kehrte Burlison nach Missouri zurück, wo er sich in Advance niederließ. In den Jahren 2008 und 2010 bewarb er sich erfolglos um einen Sitz im Repräsentantenhaus von Missouri.